# 미국 정신의 종말
미국 정신의 종말(The Closing of the American Mind)은 앨런 블룸의 저서로 상대주의의 개방성을 비판한 내용을 담고 있다.  그는 개방성이 비판적 사고를 폄훼하고 문화를 정의하는 입장을 무시한다고 강조한다.  이 책은 베스트셀러가 되었으며 50만부 가량이 판매되었다.

## 요약
블룸은 미국의 고등 교육의 실패를 가져온 것이 현대 철학과 인류학의 운동이라고 말한다.  그는 미국 대학에서 광범위하게 일어난 도덕적 상대주의가 진리, 비판적 사고, 참된 지식에 방해가 된다고 주장한다.